# Square One
Square One — дебютний сингл-альбом південнокорейського жіночого гурту Blackpink, випущений у цифровому форматі лейблом YG Entertainment 8 серпня 2016 року. Тексти пісень написали B.I, Тедді Пак та Bekuh Boom, а продюсуванням займалися Future Bounce, Тедді та Bekuh Boom.

## Просування

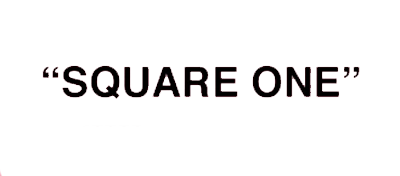
Логотип альбому

Для просування Square One 14 серпня 2016 року Blackpink вперше наживо виконали «Whistle» і «Boombayah» на музичному шоу Inkigayo. Через тиждень, 21 серпня, гурт завоював перше місце на даному шоу.

## Комерційний успіх
Square One протягом двох тижнів очолював чарт альбомів iTunes, встановивши рекорд серед корейських жіночих гуртів-новачків. Обидві пісні з альбому дебютували в першій десятці корейського чарту синглів Gaon Digital Chart: «Whistle» посів перше місце, а «Boombayah» — сьоме. Також обидві композиції разом із треками з другого сингл-альбому Blackpink Square Two розійшлися накладом 113 000 цифрових завантажень у США станом на серпень 2017 року.

## Список композицій
| Список композицій Square One | Список композицій Square One                     | Список композицій Square One | Список композицій Square One | Список композицій Square One | Список композицій Square One |
| #                            | Назва                                            | Автор слів                   | Автор музики                 | Аранжувальник                | Тривалість                   |
| ---------------------------- | ------------------------------------------------ | ---------------------------- | ---------------------------- | ---------------------------- | ---------------------------- |
| 1.                           | «Whistle» (кор.: хангиль: 휘파람, СК: Хві-парам) | Тедді Bekuh Boom B.I         | Тедді Future Bounce Boom     | Тедді Future Bounce          | 3:31                         |
| 2.                           | «Boombayah» (кор.: хангиль: 붐바야, СК: Бумбая)  | Тедді Boom                   | Тедді Boom                   | Тедді                        | 4:00                         |
| 7:33                         |                                                  |                              |                              |                              |                              |

## Чарти

### Тижневі чарти

#### «Whistle»
| Чарт (2016)                                | Пікова позиція |
| ------------------------------------------ | -------------- |
| Фінляндія (Finland Download) (Latauslista) | 24             |
| Південна Корея (Gaon)                      | 1              |
| США World Digital Songs (Billboard)        | 2              |

#### «Boombayah»
| Чарт (2016—2017)                           | Пікові позиції |
| ------------------------------------------ | -------------- |
| Фінляндія (Finland Download) (Latauslista) | 21             |
| Франція (SNEP)                             | 196            |
| Японія Japan Hot 100 (Billboard)           | 15             |
| Південна Корея (Gaon)                      | 7              |
| США World Digital Songs (Billboard)        | 1              |

## Нагороди та номінації
| Рік  | Організація             | Нагорода                        | Робота    | Результат | Прим.  |
| ---- | ----------------------- | ------------------------------- | --------- | --------- | ------ |
| 2016 | Mnet Asian Music Awards | Найкращий музичний відеокліп    | «Whistle» | Перемога  | [ 15 ] |
| 2016 | Golden Disc Awards      | Найкраща цифрова пісня (Понсан) | «Whistle» | Номінація | [ 16 ] |
| 2017 | Gaon Chart Music Awards | Пісня року (серпень)            | «Whistle» | Перемога  | [ 17 ] |